# Lantana exarata
Lantana exarata är en verbenaväxtart som beskrevs av Ignatz Urban och Erik Leonard Ekman. Lantana exarata ingår i släktet eldkronor, och familjen verbenaväxter. Inga underarter finns listade i Catalogue of Life.